# Oleochemie
Oleochemie is de naam voor de chemische bewerking van plantaardige en dierlijke oliën en vetten tot basis grondstoffen. Oleochemie is onderdeel van de organische chemie. 
Ook de industrietak die zich met oleochemie bezighoudt, heet wel "oleochemie". De branchevereniging van oleochemische bedrijven in Europa heet APAG. 
Oleochemische producten zijn gemaakt van hernieuwbare grondstoffen, plantaardige en dierlijke oliën en vetten. Dit in tegenstelling tot vergelijkbare producten op basis van minerale olie, waarvan een eindige hoeveelheid bestaat. Door de huidige zorgen over klimaatverandering worden er veel initiatieven ontplooid om producten te maken op basis van dierlijke en plantaardige grondstoffen. Oleochemie is een vorm van bioraffinage.  
Halffabricaten die door de oleochemie gemaakt worden zijn onder andere:
- Vetzuren, bijvoorbeeld stearinezuur, die gebruikt worden voor het maken van zeep, verven, cosmetica-grondstoffen, kaarsen, smeermiddelen en als textielversteviger
- Dimeren, als grondstof voor polymeerchemie
- Vetalcoholen, die onder andere gebruikt worden in cosmetica
- Esters, die onder andere toegepast worden in smeermiddelen, drukinkten, cosmetica en smaakstoffen
- Amiden, die gebruikt worden bij de fabricage van plastics en nylon
- Glycerine